# Richard Clarke (regatista)
Richard Clarke (Toronto, 20 de noviembre de 1968) es un deportista canadiense que compitió en vela en las clases Finn y Star.
Ganó tres medallas en el Campeonato Mundial de Finn entre los años 1993 y 2004, y una medalla de bronce en el Campeonato Europeo de Finn de 1999. También obtuvo dos medallas de bronce en el Campeonato Europeo de Star, en los años 2010 y 2011.

## Palmarés internacional
| Campeonato Mundial | Campeonato Mundial      | Campeonato Mundial | Campeonato Mundial |
| Año                | Lugar                   | Medalla            | Clase              |
| ------------------ | ----------------------- | ------------------ | ------------------ |
| 1993               | Bangor (Reino Unido)    | Medalla de bronce  | Finn               |
| 1999               | Melbourne (Australia)   | Medalla de bronce  | Finn               |
| 2004               | Río de Janeiro (Brasil) | Medalla de plata   | Finn               |
| Campeonato Europeo |                         |                    |                    |
| Año                | Lugar                   | Medalla            | Clase              |
| 1999               | Ostende (Bélgica)       | Medalla de bronce  | Finn               |

| Campeonato Europeo | Campeonato Europeo      | Campeonato Europeo | Campeonato Europeo |
| Año                | Lugar                   | Medalla            | Clase              |
| ------------------ | ----------------------- | ------------------ | ------------------ |
| 2010               | Viareggio (Italia)      | Medalla de bronce  | Star               |
| 2011               | Dún Laoghaire (Irlanda) | Medalla de bronce  | Star               |

1. 1 2  En algunas ediciones del Campeonato Europeo se permitió la participación de regatistas de otros continentes.